# Тероподи
Тероподите (Theropoda) са подразред влечуги от разред Гущеротазови (Saurischia).
Таксонът е описан за пръв път от Отниъл Чарлз Марш през 1881 година.

## Семейства
- Инфраразред Herrerasauria – Херанозаври
- Dilophosauridae – Дилофозаврови
- Tetrapterygidae